# Русская белая (порода кур)
Русская белая — одна из пород кур. Относится к породам яичного типа продуктивности. Выведена в СССР на основе скрещивания петухов породы белый леггорн различного происхождения (датские, английские, американские) с местными «беспородными» курами. Работа по созданию породы была начата в 1929 году. Помесей различных степеней кровности разводили «в себе». В некоторых хозяйствах помесей повторно скрещивали с белыми леггорнами и далее вновь разводили «в себе». Далее на протяжении 24 лет формирующаяся порода прошла длительные этапы становления: скрещивание, целенаправленный племенной отбор, увеличение поголовья, совершенствование породы соответственно установленным критериям. Учитывая яичную направленность леггорнов, а также специализированный характер селекции, племенная работа над русской белой породой была направлена на повышение яйценоскости, живой массы, массы яйца, жизнеспособности. Наконец, порода была утверждена в 1953 году.

## Экстерьер
Для породы характерны следующие экстерьерные признаки: хорошо развитая голова средней величины; большой листовидный гребень, у кур, как и у леггорнов, он свисает набок, у петухов — большой прямостоячий с пятью зубцами; клюв жёлтый крепкий среднего размера; ушные мочки белые; шея средней длины утолщенная; грудь широкая выпуклая; спина и туловище длинные, широкие; живот объемистый; крылья хорошо развиты, плотно прилегают к телу; ноги средней длины, неоперенные, крепкие, желтые; хорошо развитый хвост умеренной длины. Окраска оперения белая, суточные цыплята покрыты жёлтым пухом (в некоторых популяциях также и снежно-белым). Птица отличается неприхотливостью к условиям кормления и содержания.

## Продуктивность
Продуктивность имеет яичную направленность, поэтому живая масса кур невелика (1,6—1,8 кг), петухи достигают 2,0—2,5 кг. Яйценоскость за первый год продуктивности составляет 200—230 яиц. Масса яйца 55—56 г, окраска скорлупы белая. В целом порода считается мелкояичной. Инстинкт насиживания отсутствует. Яйценоскость отселекционированных линий при этом достигает 244 яйца, отдельные рекордистки сносят до 300 и более яиц в первый год жизни. В дальнейшем количество снесённых яиц снижается на 10—20 % в год, хотя при этом масса каждого яйца увеличивается до 60 г. В промышленных хозяйствах кур обычно забивают на втором году жизни. Куры приступают к яйцекладке в пятимесячном возрасте. Оплодотворённость яиц достигает 93 %, выводимость цыплят — 82 %, сохранность взрослой птицы — 91 %, молодняка — 96 %. Русские белые куры отселекционированы на устойчивость к холодным температурам, лейкозу, болезни Марека, карциномам внутренних органов, неоплазмам и представляют интерес для биологической промышленности, изготавливающей особо чистые медицинские препараты. Породу используют в неспециализированных хозяйствах и в приусадебных хозяйствах населения.

## Динамика численности
Пик промышленной популярности русской белой породы пришёлся на 1965 г., когда яичная птица в СССР была в основном представлена именно курами русской белой породы. Однако они по-прежнему уступали белым леггорнам по показателю первогодичной яйценоскости на 50—60 яиц, а потому их численность сократилась с 29,7 млн голов в 1975 году до 3,2 млн голов в 1990 г. В начале 90-х крупные популяции русских белых кур сохранялись только в Туркмении, Узбекистане, Азербайджане и Украине. В России племенная работа с курами этой породы продолжала вестись в племзаводе «Ясная поляна» Ставропольского края, а промышленное использование в крупных масштабах сохранялось в Ленинградской области. Поголовье русских белых породных кур-несушек по данным последней переписи (01.01.1990 г.) составляло 3 235 810 голов, в том числе в России — 80 800.

## Популяция «русская белоснежка»
В Экспериментальном хозяйстве института генетики разводится популяция русских белых кур под названием «Русская белоснежка», которая представляет собой особый интерес. Она создана отбором на устойчивость к пониженным температурам в первые дни и высокую яйценоскость. Цыплята этой породы могут успешно переносить температурный режим на 8—10 градусов ниже нормы, а также многие болезни. Кроме того, в результате действия рецессивного гена 25 % суточных цыплят популяции имеют совершенно белую (а не жёлтую) окраску пуха, откуда и название «русская белоснежка». Численность кур этой популяции в 1990 году достигала 1 000 голов.